# Рохас, Хайро
Ха́йро Дие́го Ро́хас Монта́ньо (исп. Jairo Diego Rojas Montaño; род. 29 июля 2006, Кочабамба) — боливийский футболист, нападающий клуба «Олвейс Реди».

## Клубная карьера
Рохас — воспитанник клуба «Олвейс Реди». 18 сентября 2024 года в матче против «Сан-Антонио Було» он дебютировал в боливийской Примеры.

## Международная карьера
В 2023 году Рохас в составе юношеской сборной Боливии принял участие в юношеском чемпионате Южной Америки в Эквадоре. На турнире он сыграл в матчах против сборных Аргентины и Парагвая.
В 2025 году Рохас в составе молодёжной сборной Боливии принял участие в молодёжном чемпионате Южной Америки в Венесуэле. На турнире он сыграл в матчах против команд Эквадора, Бразилии, Аргентины и Колумбии. В поединке против колумбийцев и эквадорцев Хайро забил по голу.